# Dimarella alvarengai
Dimarella alvarengai är en insektsart som först beskrevs av Stange 1970.  Dimarella alvarengai ingår i släktet Dimarella och familjen myrlejonsländor. Inga underarter finns listade i Catalogue of Life.